# Salomon (atol)
Salomonovi otoci ili atol Salomon je mali atol u otočju Chagos, britanskog teritorija Indijskog oceana.
Atol se nalazi na sjeveroistoku otočja Chagos, između grebena Blenheim i Peros Banhosa. Glavni otoci u skupini su Île Boddam, s nekadašnjim glavnim naseljem i površinom od 1.08 km2 i Île Anglaise (0.82 km2), oba na zapadnom rubu grebena. Postojala su manja naselja Chagossa na otocima Fouquetu (0.45 km2) i Takamaka (0.48 km2. Île de la Passe je površine 0.28 km2, a Île Mapou 0.04 km2. Preostali otočići su puno manji. Ukupna površina kopna je 3.56 km2.
Postoji prolaz u lagunu, nazvan Baie de Salomon, na sjevernoj strani, između Île Anglaise i Île de la Passe. Salomonovi otoci jedno su od omiljenih sidrišta za putujuće nautičare koji prolaze kroz Chagos, iako nema odgovarajućih vezova za jahte i potrebna je dozvola vlasti BIOT. Danas nenaseljeni, otoci su preplavljeni niskom džunglom između kokosovih palmi i teško je pronaći tragove nekadašnjih naselja.

## Otoci
Pojedinačni otočići atola su, počevši od sjevera, u smjeru kazaljke na satu:
1. Île de la Passe
2. Île Mapou
3. Île Takamaka
4. Île Fouquet
5. Île Sepulture
6. Île Jacobin
7. Île du Sel
8. Île Poule
9. Île Boddam
10. Île Diable
11. Île Anglaise

## Povijest
Ovaj atol su u drugoj polovici 18. stoljeća naselili radnici na plantaži kokosa s Isle de France (danas Mauricijus). Malo se zna o stanju radnika koji su uglavnom bili afričkog podrijetla. Najvjerojatnije su živjeli u uvjetima bliskim ropstvu. Tvrtka koja je iskorištavala plantažu zvala se Chagos Agalega Company.
Salomonske otoke je 1837. istražio zapovjednik indijske mornarice Robert Moresby na brodu HMS Benares. Moresbyjevo istraživanje proizvelo je prvu detaljnu kartu ovog atola. Atol je 1905. ponovno izmjerio zapovjednik BT Sommerville na HMS Sealarku, koji je nacrtao točniju kartu. Neki od Salomonskih otoka bili su naseljeni Chagossima, ali u vrijeme kada je britanska vlada odlučila isprazniti Chagos od lokalnog stanovništva samo je Île Boddam bio naseljen.
Između 1967. i 1973. 500 stanovnika Salomonskih otoka nezakonito je deložirano od strane Britanaca, a njihove kućne ljubimce ubio je u plinskim komorama Sir Bruce Greatbatch kako bi napravili mjesta za američku vojnu bazu. Iseljenici su preseljeni na Mauricijus i Sejšele. Île Boddam je imao pristanište, trgovine, urede, školu, crkvu i vilu u kojoj je živio upravitelj plantaže. Sve ove zgrade sada su skrivene gustom džunglom. Na otocima Boddam i Takamaka postoje bunari koje još uvijek koriste nautičari za dopunu svojih zaliha.

## Vanjske poveznice
|  | Zajednički poslužitelj ima još gradiva o temi Salomon (atol) |

- Karta Salomonskih otoka  Arhivirana inačica izvorne stranice od 4. veljače 2012. (Wayback Machine)
- Arhipelag Chagos